# Ser śmietankowy

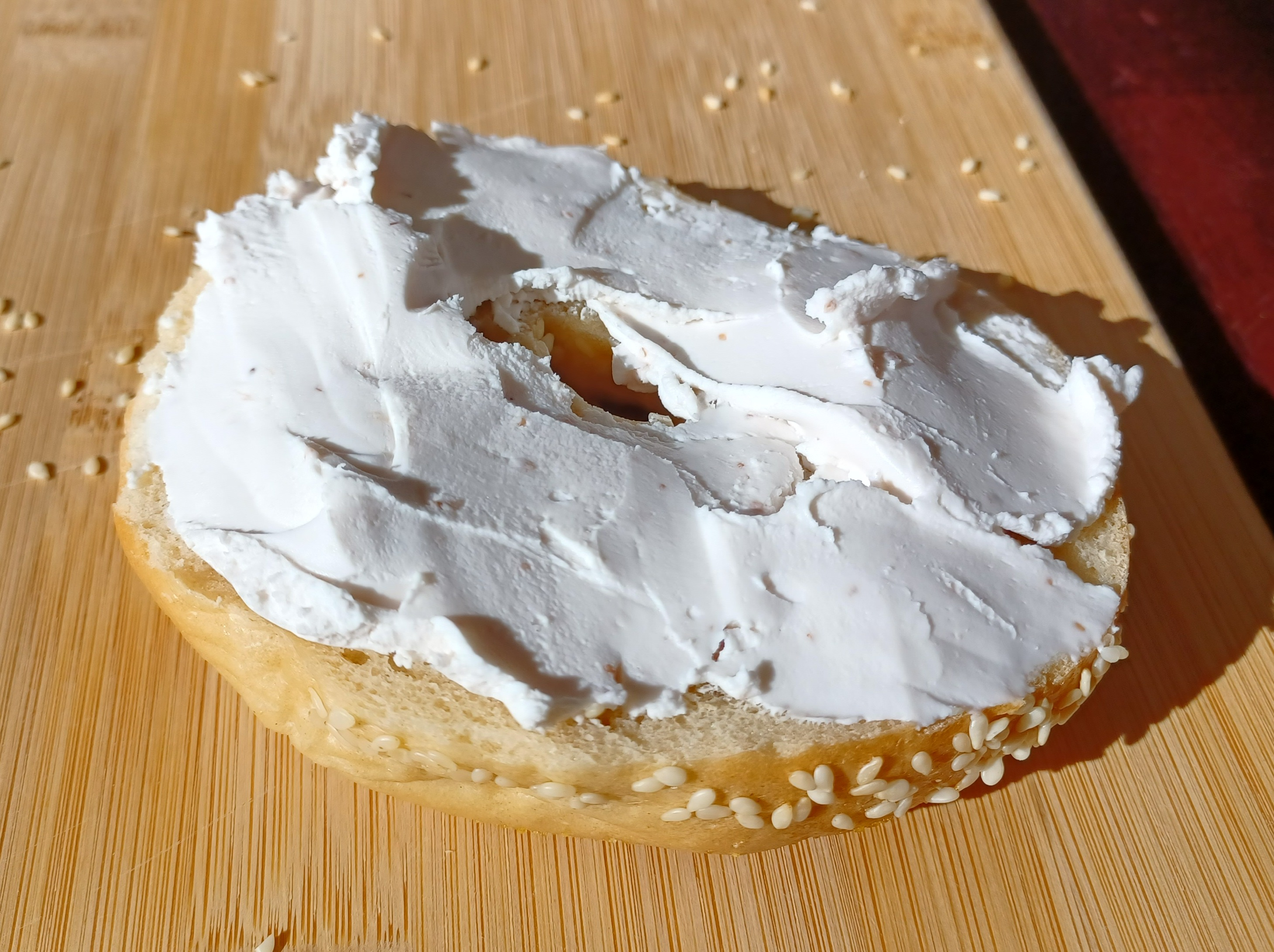
Ser śmietankowy na kanapce

Ser śmietankowy (ang. cream cheese) – miękki, biały ser świeży produkowany zazwyczaj z mleka krowiego z dodatkiem śmietanki. Ser śmietankowy powstaje w wyniku koagulacji śmietanki z udziałem bakterii – wytworzony skrzep, po odsączeniu serwatki, przekształca się w jednolitą, kremową masę.
Amerykańska wersja tego sera, Philadelphia Cream Cheese, sięga swoją historią lat 70. XIX wieku, kiedy to jego produkcją zajął się William A. Lawrence. 
W Stanach Zjednoczonych termin „cream cheese” jest regulowany przez FDA i oznacza produkt mleczny niepoddawany dojrzewaniu, pasteryzowany, o zawartości tłuszczu co najmniej 33%, wilgotności nie większej niż 55% oraz pH w zakresie od 4,4 do 4,9. Kanadyjskie regulacje nakazują, aby ser śmietankowy zawierał nie więcej niż 55% wilgoci i nie mniej niż 30% tłuszczu mlecznego.